# Paul Desarnauts
Pour les articles homonymes, voir Desarnauts.
Paul Marie Adrien Desarnauts, né le 2 août 1856 à Castelnaudary et mort le 14 mars 1921 à Toulouse, est un avocat, docteur en droit et mainteneur de l'Académie des Jeux floraux.

## Biographie
Paul Desarnauts naquit à Castelnaudary, le 2 août 1856. Son père, Auguste Desarnauts, était alors Procureur impérial à Montauban. Il devait poursuivre sa carrière comme Procureur impérial à Toulouse, Président du Tribunal de cette ville et Procureur impérial de la Seine,,.
Le jeune Paul Desarnauts fit ses études au lycée de Toulouse « où s'affirmèrent, aussitôt, les rares aptitudes de sa précoce intelligence. » En effet, on rapporte que, « lors d'un concours en vers latins, où les élèves devaient traiter ce sujet "La vapeur et ses applications modernes" Paul Desarnauts, stimulé sans doute par l'amusant paradoxe de célébrer dans la langue de Virgile et d'Ovide une découverte du dix-neuvième siècle, composa, en trois heures, cent vingt vers latins. »
Il s'inscrivit ensuite à la Faculté de droit de Toulouse. Il fut licencié, puis docteur et, le 12 novembre 1877, prit inscription au Barreau de Toulouse. Lauréat de la Conférence en 1880, il allait connaître très vite le succès,,.
Dans quels sentiments Paul Desarnauts aborda sa carrière, nous pouvons l'induire des conseils qu'il donnait plus tard aux jeunes stagiaires : « C'est bien, disait-il, d'être fier de sa profession, c'est mieux encore de l'aimer... Croyez-moi, jeunes gens, faites avec votre profession un marriage d'inclination. »,
Grand avocat d'assises, Paul Desarnauts obtint des acquittements retentissants, notamment en 1895, dans un procès en fraudes électorales concernant la ville de Toulouse. En 1894, il devint mainteneur de l'Académie des Jeux Floraux, une des plus anciennes sociétés littéraires, fondée à Toulouse en 1323, qui récompense chaque année lors d’un concours, les auteurs des meilleures poésies.
Il fut élu bâtonnier de l'Ordre des avocats de Toulouse, en 1907, à l’unanimité, et de même en 1908. Au moment de la Première Guerre mondiale, il plaida éloquemment la cause des emprunts de la défense nationale.
« Le succès de M. Desarnauts fut immense et marqua, au Barreau, un apogée qui n'a pas connu de déclin. On le savait au loin : de Montpellier à Agen, des Cévennes aux Pyrénées, sa notoriété prit un essor qui est allé croissant jusqu'au dernier jour. » « Sa renommée lui vint, par dessus tout, de son éloquence : il fut, au vrai sens du mot, un orateur. »
Paul Desarnauts épousa, en 1895, Marie Deffès, la nièce du préfet des Bouches-du-Rhone, à l'église Saint-Jérôme de Toulouse.
Il meurt le 14 mars 1921 dans sa demeure, L'Hôtel de Massas, 29 rue de la Dalbade.

## Hommages
La rue Desarnauts, dans le quartier Saint-Agne de Toulouse, est nommée en son hommage.